# Teluk Buyat
Teluk Buyat är en vik i Indonesien.   Den ligger i provinsen Sulawesi Utara, i den nordöstra delen av landet, 2 100 km öster om huvudstaden Jakarta.